# Pallacanestro Olimpia Milano 1978-1979
L'Olimpia Milano 1978-1979, sponsorizzata Billy, ha preso parte al campionato professionistico italiano di pallacanestro di Serie A1.

## Verdetti stagionali
Competizioni nazionali
- Serie A1:[1]

regular season: 5º posto su 14 squadre (15 partite vinte su 26)
Play off: Finalista

## Stagione
La squadra è allenata da un nuovo tecnico statunitense Dan Peterson, proveniente dall'esperienza con la Virtus Bologna. La regular season si conclude con il 5º posto. Nei play off Milano elimina (2/0) nei quarti la Perugina Roma, in semifinale riesce a superare (2/1) l'Emerson Varese per venire sconfitta in finale (2/0) dalla Synudine di Bologna.

## Roster
| Nazionalità        | Nominativo         |
| ------------------ | ------------------ |
| Italia             | Francesco Anchisi  |
| Italia             | Valentino Battisti |
| Italia             | Sergio Biaggi      |
| Italia             | Dino Boselli       |
| Italia             | Franco Boselli     |
| Stati Uniti        | Mike D'Antoni      |
| Italia             | Vittorio Ferracini |
| Italia             | Vittorio Gallinari |
| Stati Uniti        | C.J. Kupec         |
| Stati Uniti Italia | Mike Sylvester     |
| Italia             | Paolo Friz         |

- Allenatore:  Dan Peterson

## Risultati

### Play-off

#### Quarti di finale
| Arbitri: | Giancarlo Vitolo Bruno Duranti |

|           |            |          |
| Bianchini | Allenatori | Peterson |

| Arbitri: | Piero Rotondo Dino Dal Fiume |

|          |            |           |
| Peterson | Allenatori | Bianchini |

#### Semifinali
| Arbitri: | Paolo Fiorito Alessandro Teofili |

|                 |            |          |
| Edoardo Rusconi | Allenatori | Peterson |

| Arbitri: | Carlo Filippone Michele Cagnazzo |

|          |            |                 |
| Peterson | Allenatori | Edoardo Rusconi |

| Arbitri: | Paolo Fiorito Alessandro Teofili |

|                 |            |          |
| Edoardo Rusconi | Allenatori | Peterson |

#### Finali
| Arbitri: | Paolo Fiorito Carlo Filippone |

|                |            |          |
| Terry Driscoll | Allenatori | Peterson |

| Arbitri: | Alessandro Teofili Armando Pinto |

|          |            |                |
| Peterson | Allenatori | Terry Driscoll |